# ウィリアム・キャヴェンディッシュ (初代デヴォンシャー公爵)

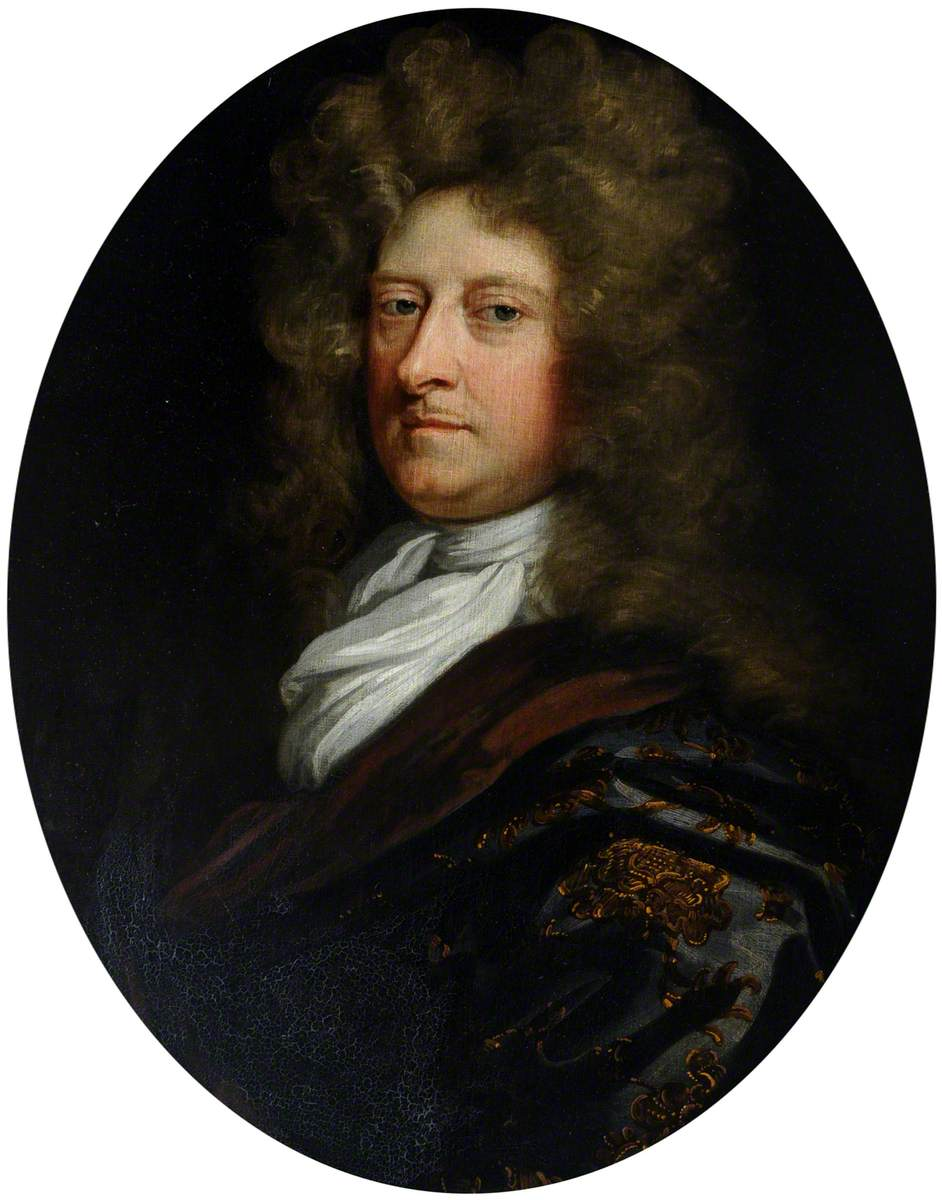
初代デヴォンシャー公ウィリアム・キャヴェンディッシュ

初代デヴォンシャー公爵ウィリアム・キャヴェンディッシュ（William Cavendish, 1st Duke of Devonshire, KG PC FRS, 1640年1月25日 - 1707年8月18日）は、イングランドの貴族・政治家。1684年までキャヴェンディッシュ卿の儀礼称号を使用した。

## 略歴
1641年1月25日に生まれた。父は第3代デヴォンシャー伯爵ウィリアム・キャヴェンディッシュ、母は第2代ソールズベリー伯爵ウィリアム・セシルの娘エリザベス。
1661年4月23日のチャールズ2世戴冠式に参加、同年から1681年までダービーシャー選挙区の代表としてイングランド庶民院議員を務めた。議会ではホイッグ党に属し、王位排除法案に賛成した。1679年4月22日に枢密顧問官に任命されたが、議会閉会に抗議して1680年1月31日に辞任した。
1663年5月20日に王立協会の設立とともにフェローに選出され、同年9月28日にオックスフォード大学よりM.A.の学位を授与された。第二次英蘭戦争ではヨーク公ジェームズの部下としてローストフトの海戦に参戦した。
1684年11月23日に父が死去すると、デヴォンシャー伯爵位を継承した。
1685年4月23日のジェームズ2世戴冠式に参加したが、ジェームズ2世に反対して、1688年6月に6名の政治家・主教と連名でオランダ総督ウィレム3世（後のウィリアム3世）に招聘状を送った。1689年にウィリアム3世・メアリー2世夫妻が即位して名誉革命が成功すると、1689年2月14日に枢密顧問官に復帰、4月3日にガーター勲章を授与され、4月11日のウィリアム3世・メアリー2世戴冠式に参加した。同年にダービーシャー統監に、1690年に北トレント巡回裁判官に任命され、いずれも1707年まで務めた。このほか、1692年から1694年までノッティンガムシャー統監を務めた。
1694年5月12日、イングランド貴族であるダービーシャーにおけるハーティントン侯爵およびデヴォンシャー公爵に叙された。メアリー2世の死後、1695年から1701年までウィリアム3世が度々イングランドを留守にしたときイングランドを任されるようになった。1702年4月23日のアン女王戴冠式に参加した。
1707年8月18日にピカデリーのデヴォンシャー・ハウスで結石により病死、9月1日にダービーの諸聖人教会（のちのダービー聖堂）に埋葬された。長男のウィリアムが爵位を継いだ。

## 家族
1662年10月26日、ティペラリー県キルケニー城でメアリー・バトラー（Mary Butler、1646年 – 1710年7月31日、初代オーモンド公爵ジェームズ・バトラーと第2代ディンゴール女卿エリザベス・バトラーの娘）と結婚、4人の子を儲けた。
1. エリザベス（1670年 - 1741年） - 初代準男爵ジョン・ウェントワースと結婚
2. ウィリアム（1672年 - 1729年6月4日） - 第2代デヴォンシャー公爵[2]
3. ヘンリー（1673年 - 1700年） - 庶民院議員。1696年8月3日、ローダ・カートライト（Rhoda Cartwright、1730年没、ウィリアム・カートライト（英語版）の娘）と結婚、1女をもうけた[3]
4. ジェームズ（1678年ごろ - 1751年12月14日） - 庶民院議員。1708年7月6日、アン・イェール（Anne Yale、1721年没、エリフ・イェール（英語版）の娘）と結婚[4]

## 関連図書
- 友清理士『イギリス革命史（下）』研究社、2004年。

| 公職                                  | 公職                                                                 | 公職                                  |
| ------------------------------------- | -------------------------------------------------------------------- | ------------------------------------- |
| 先代 オーモンド公爵                   | 王室家政長官 1689年 - 1707年                                         | 次代 デヴォンシャー公爵               |
| 名誉職                                |                                                                      |                                       |
| 先代 ハンティンドン伯爵               | ダービーシャー統監 1689年 - 1707年                                   | 次代 デヴォンシャー公爵               |
| 先代 ニューカッスル公爵               | ダービーシャー首席治安判事 1689年 - 1707年                           | 次代 デヴォンシャー公爵               |
| 先代 フィッツハーディング子爵         | サマセット統監 1690年 - 1691年 同職：カーマーゼン侯爵 ドーセット伯爵 | 次代 オーモンド公爵                   |
| 先代 キングストン＝アポン＝ハル伯爵   | ノッティンガムシャー統監 1692年 - 1694年                             | 次代 ニューカッスル公爵               |
| 司法職                                |                                                                      |                                       |
| 先代 キングストン＝アポン＝ハル伯爵   | 巡回裁判官 北トレント 1690年 - 1707年                                | 次代 デヴォンシャー公爵               |
| イングランドの爵位                    |                                                                      |                                       |
| 先代 ウィリアム・キャヴェンディッシュ | デヴォンシャー伯爵 1684年 - 1707年                                   | 次代 ウィリアム・キャヴェンディッシュ |
| 爵位創設                              | デヴォンシャー公爵 1694年 - 1707年                                   | 次代 ウィリアム・キャヴェンディッシュ |